# Pisanosaure
Els pisanosaures (Pisanosaurus) són un gènere de dinosaures ornitisquis que visqueren al Triàsic superior al que avui en dia és Argentina. És un ornitisqui molt basal.